# 川島壮雄
川島 壮雄（かわしま もりお、1984年11月22日 - ）は、関西テレビのアナウンサー。

## 来歴・人物
神奈川県横浜市の出身で、法政大学第二高等学校から法政大学社会学部に進学。法政大学では、稲増龍夫が学内で主宰する「自主マスコミ講座」に所属していた。
法政大学卒業後の2007年4月1日付で、アナウンサーとして関西テレビに入社。入社後は、情報番組やスポーツ中継を主に担当している。
2009年9月6日に開催された「アナウンサー朗読会2009・恋する時間」の演出を手がけたわかぎゑふの「“劇団関テレ”を支える看板スターが必要」という発案により、同年7月に吉原功兼・堀田篤・坂元龍斗とともに、イケメンアナウンサーユニット「KT☆BOYS」を結成。高校と大学の1期後輩である読売テレビアナウンサーの山本隆弥とも「ytv まだまだボーイズ」との対面で共演を実現している。その一方で、2014年5月には、多田紗耶子（関西テレビと同じフジテレビ系列局・福島テレビの元アナウンサー）との結婚を公表した。
関西テレビを含むFNSの加盟局から優秀なアナウンサーを毎年表彰するFNSアナウンス大賞では、2019年の第35回でスポーツ部門、2022年の第38回で番組部門のアナウンス賞をそれぞれ受賞。第38回の受賞に際しては、『2時45分からはスローでイージーなルーティーンで』（2021年3月31日から水 - 金曜日に「MCアシスタント」を担当している平日午後の情報番組）のうち、ゆりやんレトリィバァがMCを務める木曜分の生放送における進行振りが高く評価された。さらに、2023年の第39回では、競馬中継（阪神ジュベナイルフィリーズ）の実況で（全部門を通じての）大賞を初めて獲得している。
なお、勤務する関西テレビはテレビ単営局だが、2021年度にはラジオ大阪（関西テレビと同じフジサンケイグループのラジオ単営局）で『カンテら!』（事前収録で毎週火・水曜日の未明に放送）のパーソナリティも随時担当。後輩アナウンサーの服部優陽と並んで藤井風のファンを公言していることから、担当する回では、服部とのコンビで「藤井風って何なん?w」（藤井の魅力を1時間近くにわたって語り尽くす企画）を放送していた。

## 現在の担当番組
- カンテレNEWS（主に『S-PARK』日曜未明〈月曜深夜〉ローカル枠を担当）
- newsランナープラス　(木曜日担当)
- FNN Live News α (関西ローカルパート、木曜深夜(金曜未明)担当)
- めざましテレビ (関西ローカルパート、金曜日担当)
- スポーツ中継（プロ野球、競馬など）
  - 特に『DREAM競馬』→『KEIBA BEAT』実況

当初は研修の一環としての出演だった。『競馬beat』（第1期）ではレースの実況中継こそなかったが、重賞（GIは除く）でパドック解説とゲート前レポーターを担当していた。『競馬BEAT』（第2期）は本人曰く「実況デビューすらさせてもらえてない」中で杉崎美香のサポート役という立場でMCに就任したが、2013年1月27日の京都競馬第10レースで初実況を行い、同年11月3日のみやこステークスで重賞レース初実況となった。2014年からは実況に専念する。（2023年から「競馬BEAT」MCの岡安譲が実況の時はMCを担当する）
  - オリックス・バファローズ戦中継実況（FOX SPORTS ジャパン『BASEBALL CENTER』→J SPORTS『J SPORTS STADIUM』（2013年 - ）・パ・リーグTV（オリックス・バファローズ主催ゲーム）
- おうちで舞台～カンテレ劇場～（2020年6月から月に1回のペースで土・日曜日の深夜に放送） -  「支配人」という肩書でスタジオ進行を担当

### 競馬GI担当レース
日本国内
- 大阪杯（2020年 - 2021年）
- 桜花賞（2016年 - 2019年、2022年 - ） - 吉原功兼より引き継ぎ[7]。
- 天皇賞（春）（2022年 - ）
- 宝塚記念（2015年、2017年 - 2018年） - 大橋雄介より引継ぎ[8][9]。
- 秋華賞（2015年 - 2019年、2022年 - 2023年） - 大橋雄介より引継ぎ[10]。
- 菊花賞（2020年 - 2021年、2023年 - ）
- JBCスプリント（2018年）[11]
- エリザベス女王杯（2015年 - 2017年、2024年） - 吉原功兼より引継ぎ[12]。
- マイルチャンピオンシップ（2014年）
- 阪神ジュベナイルフィリーズ（2014年 - 2016年、2018年、2021年 - 2022年）
- 朝日杯フューチュリティステークス（2017年、2019年 - 2020年、2023年 - ）[13]

その他 社名レース
- 関西テレビ放送賞ローズステークス（2015年 ‐ 2019年、2022年）

海外
- ドバイゴールデンシャヒーン（2018年 - 2019年、2021年、2023年、2025年）
- ドバイシーマクラシック（2018年 - 2019年、2021年、2023年、2025年）
- 凱旋門賞（2023年）
- ドバイターフ（2024年）
- ドバイワールドカップ（2024年）

2018年10月14日に行われた第23回秋華賞ではアーモンドアイ（クリストフ・ルメール騎乗）の牝馬三冠、2020年10月25日に行われた第81回菊花賞ではコントレイル（福永祐一騎乗）の牡馬クラシック三冠、2023年10月15日に行われた第28回秋華賞ではリバティアイランド（川田将雅騎乗）の牝馬三冠達成の実況を担当した。関西テレビのアナウンサーで三冠達成実況を行ったのは松本暢章（1964年）・杉本清（1983年、1984年、1986年、1994年）・石巻ゆうすけ（2003年、2010年）・馬場鉄志（2005年）・岡安譲（2011年）・大橋雄介（2012年）・吉原功兼（2020年）（達成順。石巻、大橋、吉原は牝馬三冠）に次いで7人目。また、局の大先輩である杉本清に次いで2人目となる「牡牝3歳三冠達成実況」を実現した。2度の牝馬三冠達成の実況も石巻ゆうすけに次いで2人目。3度の三冠達成の実況は杉本清に次いで歴代2位の回数となった。

## 過去の担当番組
- おこしやす!KYOTO（CS 関西テレビ☆京都チャンネル）
- モモコのOH!ソレ!み〜よ!（「OH!ソレ!流行マガジン!」リポーター）
- プチっとく（- 2011年10月5日）
- ハピくるっ!（月曜・火曜進行、- 2012年3月27日）
- 雨上がり食楽部（主にクイズ企画の進行を担当）
- にじいろジーン（FNS系列全国ネット、2009年2月7日 - 番組終了）
- カンテら!（ラジオ大阪） - 「ラジオパーソナリティ」として、同僚アナウンサー1名（基本として服部優陽）のコンビで、第43回（2021年8月24日未明放送分）から第103回（2022年3月22日未明放送分）まで出演。前述した経緯から、服部との共演回では、「藤井風って何なん?w」という合同企画を4回にわたって放送していた[6]。
- ピーコ&兵動のピーチケ・パーチケ（関連番組の『ピーチケプラス』にも単独で出演）
- 2時45分からはスローでイージーなルーティーンで→1時50分からはスローでイージーなルーティーンで（水 - 金曜日MCアシスタント、2021年3月31日 - 2023年9月29日) 
  - 水・金曜日には、『2時45分 - 』というタイトルでの開始（2021年3月）当初から毎週出演。木曜日には、2021年5月から一時、週3 - 4回の出演に変更していた（毎月最終木曜日のみ後輩アナウンサーの山本大貴が担当）。